# Montaigu-la-Brisette
Montaigu-la-Brisette és un municipi francès situat al departament de la Manche i a la regió de Normandia. L'any 2007 tenia 471 habitants.

## Demografia

### Població
El 2007 la població de fet de Montaigu-la-Brisette era de 471 persones. Hi havia 190 famílies de les quals 56 eren unipersonals (20 homes vivint sols i 36 dones vivint soles), 53 parelles sense fills, 73 parelles amb fills i 8 famílies monoparentals amb fills.
La població ha evolucionat segons el següent gràfic:
Habitants censats

### Habitatges
El 2007 hi havia 244 habitatges, 193 eren l'habitatge principal de la família, 37 eren segones residències i 14 estaven desocupats. Tots els 243 habitatges eren cases. Dels 193 habitatges principals, 148 estaven ocupats pels seus propietaris, 38 estaven llogats i ocupats pels llogaters i 6 estaven cedits a títol gratuït; 2 tenien una cambra, 7 en tenien dues, 23 en tenien tres, 64 en tenien quatre i 97 en tenien cinc o més. 147 habitatges disposaven pel capbaix d'una plaça de pàrquing. A 67 habitatges hi havia un automòbil i a 106 n'hi havia dos o més.

### Piràmide de població
La piràmide de població per edats i sexe el 2009 era:
| Homes | Edats   | Dones |
| ----- | ------- | ----- |
| 0     | 95 o +  | 0     |
| 4     | 90 a 94 | 0     |
| 0     | 85 a 89 | 16    |
| 4     | 80 a 84 | 4     |
| 8     | 75 a 79 | 0     |
| 4     | 70 a 74 | 20    |
| 4     | 65 a 69 | 12    |
| 16    | 60 a 64 | 8     |
| 8     | 55 a 59 | 4     |
| 8     | 50 a 54 | 8     |
| 32    | 45 a 49 | 16    |
| 16    | 40 a 44 | 28    |
| 12    | 35 a 39 | 4     |
| 28    | 30 a 34 | 16    |
| 4     | 25 a 29 | 20    |
| 8     | 20 a 24 | 0     |
| 28    | 15 a 19 | 16    |
| 16    | 10 a 14 | 4     |
| 12    | 5 a 9   | 8     |
| 20    | 0 a 4   | 20    |

## Economia
El 2007 la població en edat de treballar era de 294 persones, 225 eren actives i 69 eren inactives. De les 225 persones actives 208 estaven ocupades (119 homes i 89 dones) i 17 estaven aturades (7 homes i 10 dones). De les 69 persones inactives 20 estaven jubilades, 23 estaven estudiant i 26 estaven classificades com a «altres inactius».

### Ingressos
El 2009 a Montaigu-la-Brisette hi havia 210 unitats fiscals que integraven 513 persones, la mediana anual d'ingressos fiscals per persona era de 15.793 €.

### Activitats econòmiques
Dels 9 establiments que hi havia el 2007, 1 era d'una empresa de fabricació d'altres productes industrials, 2 d'empreses de construcció, 1 d'una empresa de transport, 1 d'una empresa d'hostatgeria i restauració, 1 d'una empresa de serveis, 1 d'una entitat de l'administració pública i 2 d'empreses classificades com a «altres activitats de serveis».
Dels 3 establiments de servei als particulars que hi havia el 2009, 1 era un paleta, 1 fusteria i 1 perruqueria.
L'any 2000 a Montaigu-la-Brisette hi havia 28 explotacions agrícoles que ocupaven un total de 884 hectàrees.

## Equipaments sanitaris i escolars
El 2009 hi havia una escola elemental integrada dins d'un grup escolar amb les comunes properes formant una escola dispersa.

## Poblacions més properes
El següent diagrama mostra les poblacions més properes.